# Aplonis diluvialis
El estornino de Huahine (Aplonis diluvialis) es una especie extinta de ave paseriforme de la familia Sturnidae endémica de la isla de Huahine, en las islas de la Sociedad de la Polinesia Francesa, y por ello fue la especie del género Aplonis de distribución más oriental en la región del Pacífico.

## Descubrimiento
El estornino de Huahine se conoce solo por un tarsometatarso subfósil desenterrado en 1984 por el arqueólogo estadounidense Yosihiko H. Sinoto del Museo Bishop. Se encontró en el yacimiento arqueológico de Fa'ahia, en el norte de Huahine, y fue descrito científicamente por en 1989 por David Steadman.
El hueso mide 38 mm de largo. La comparación con los tarsometatarsos del resto de especies de Aplonis indica que el estornio de Huahine era la segunda especie de mayor tamaño del género Aplonis (solo por detrás del estornino de Samoa). Los huesos del yacimiento de Fa'ahia datan de entre los años 750 y 1250 de nuestra era. La extinción de esta especie posiblemente fue el resultado de los primeros asentamientos humanos en la isla de Huahine; que supusieron la tala de los bosques, la introducción de plantas y aves foráneas, además de la invasión de la isla por parte de la rata de la Polinesia.
El descubrimiento del estornino de Huahine se considera importante en los círculos paleornitológicos porque amplía el conocimiento del género Aplonis y su historia biogeográfica. Su existencia, según David Steadman, hace posible que la pintura de 1774 realizada por Georg Forster que representa al pájaro misterioso de la isla de Raiatea no fuera un mirlo o un mielero, como se suponía, sino que fuera un pariente del estornino de Huahine. Esto indicaría que los estorninos de Aplonis llegaron a tener una distribución más extensa en las Islas de la Sociedad.